# الامان (حجة)
الامان هي إحدى قرى الجمهورية اليمنية. وهي تتبع جغرافيًا لمحافظة حجة. وإداريًا لمديرية نجرة. يبلغ تعداد سكانها 3705 نسمة حسب الإحصاء الذي جرى عام 2004.